# Antikvark
Antikvark (oznaka za posamezne kvarke je enaka kot za kvarke, samo, da napišemo črtico nad oznako) je antidelec kvarka. Podobno kot vsi delci, ima tudi vsak kvark svoj antikvark. Torej imamo antikvarke kvarkov u (oznaka kvarka {\displaystyle u\,}, oznaka antikvarka {\displaystyle {\bar {u}}\,}), d (oznaka kvarka {\displaystyle d\,}, oznaka antikvarka {\displaystyle {\bar {d}}\,}), s (oznaka kvarka {\displaystyle s\,}, oznaka antikvarka {\displaystyle {\bar {s}}\,}), b (oznaka kvarka {\displaystyle b\,}, oznaka antikvarka {\displaystyle {\bar {b}}\,})  in t (oznaka kvarka {\displaystyle t\,}, oznaka antikvarka {\displaystyle {\bar {t}}\,}).  
Od kvarka se antikvarki razlikuje samo v nekaterih lastnostih, ki imajo pri antikvarkih nasprotni predznak v primerjavi z lastnostjo kvarka. Antikvarki imajo isto maso, razpolovni čas (srednjo življenjsko dobo)in spin kot njihovi običajni delci. Električni naboj antikvarkov pa ima nasprotni predznak.
V mezonih je poleg kvarka vedno še en antikvark. Barione sestavljajo trije kvarki, antibarione pa trije antikvarki.